# Дзялдовський повіт
Дзялдовський повіт (пол. powiat działdowski) — один з 19 земських повітів Вармінсько-Мазурського воєводства Польщі.
Утворений 1 січня 1999 року в результаті адміністративної реформи.

## Загальні дані
Повіт знаходиться у південній частині воєводства.
Адміністративний центр — місто Дзялдово.
Станом на 1.01.2008 населення становить 65 025 осіб, площа 953,93 км².
На терени повіту були депортовані 6624 українці з українських етнічних територій у 1947 році (т. з. акція «Вісла»).

## Демографія
Демографічні дані повіту станом на 30.06.2005:
|       | Всього | Всього | Жінки  | Жінки | Чоловіки | Чоловіки |
| ----- | ------ | ------ | ------ | ----- | -------- | -------- |
|       | осіб   | %      | осіб   | %     | осіб     | %        |
| Повіт | 65 224 | 100    | 33 281 | 51    | 31 943   | 49       |
| Міста | 29 152 | 100    | 15 152 | 52    | 14 000   | 48       |
| Села  | 36 072 | 100    | 18 129 | 50,3  | 17 943   | 49,7     |